# James Sykes Gamble
James Sykes Gamble, född den 2 juli 1847 i London, död den 16 oktober 1925 i Haslemere, var en brittisk botaniker som var specialiserad på den indiska subkontinentens flora. Den 1 juni 1899 valdes han in i Royal Society.
Auktorsnamnet Gamble kan användas för James Sykes Gamble i samband med ett vetenskapligt namn inom botaniken; se Wikipediaartiklar som länkar till auktorsnamnet.